# Hyophilopsis
Hyophilopsis là một chi rêu trong họ Pottiaceae.